# Новогуровка (Аургазинский район)
Новогуровка (баш. Яңы Гуровка) — деревня в Аургазинском районе Башкортостана, относится к Тряпинскому сельсовету.

## Географическое положение
Расположена в центре республики на левом берегу реки Кузелги напротив села Тряпина (центр сельсовета). Расстояние до:
- районного центра (Толбазы): 24 км,
- ближайшей ж/д станции (Белое Озеро): 16 км.

## Население
| 2002 | 2009 | 2010 | 2010 |
| ---- | ---- | ---- | ---- |
| 104  | ↘94  | ↘93  | →93  |

Согласно переписи 2002 года, преобладающая национальность — чуваши (75 %).